# Detrehemtelep
Detrehemtelep (1934-től) (korábban Kincstáritelep vagy Felsődetrehemtelep, románul: Tritenii-Colonie vagy Colonia, korábban Tritenii de Sus Colonie) falu Romániában, Erdélyben, Kolozs megyében.

## Fekvése
A Mezőség délnyugati peremén, Tordától 19 kilométerre északkeletre fekszik.

## Népessége

### Etnikai és vallási megoszlás
- 1910-ben 318 lakosából 309 volt magyar és kilenc román anyanyelvű; 300 református, kilenc görög és hét római katolikus vallású.
- 2002-ben 478 lakosából 344 volt magyar és 133 román nemzetiségű; 325 református, 119 ortodox, tíz pünkösdi, nyolc római katolikus és nyolc baptista vallású.

## Története
A magyar Földművelésügyi Minisztérium létesítette 1903 és 1906 között arisztokratáktól vásárolt birtokon, amely korábban nagyobb részt Alsódetrehem, kisebb részt Felsődetrehem határában feküdt. A belterület a Sóvári dűlő helyén, sakktábla alaprajzzal épült ki. Az 53 házba és telekre harminc egerbegyi, hat gyéresi, öt marcelházi, négy felsődetrehemi, három újszentesi, két alsódetrehemi és egy-egy szentpéteri, nyárádszentmártoni és jászberényi református magyar családot telepítettek. Minden telekhez tizennégy hold szántó, három hold 500 négyszögöl legelő, két hold rét, egy hold 1100 négyszögöl erdő és fél hold szőlő tartozott. A közösség templomát ekkor nem helyben, hanem 1908–11-ben Felsődetrehemben építették föl.
1923-ban a román állam, amely nem ismerte el a telepesek magyar állammal kötött szerződését, családonként csak négy hold szántót hagyott meg birtokukban. Az 1960-as években, 1970-ig magyar nyelvű felső tagozat is működött a faluban. Román lakóinak zöme Felsődetrehemből települt be. A település sokáig nem alkotott külön közigazgatási egységet, csak 1956-ban választották szét Felsődetrehemtől.

## Híres emberek
- Itt született 1957-ben Keszeg Vilmos néprajzkutató, aki a telep szellemi néprajzának több területét is feldolgozta.